# Ravennabrücke
Ravennabrücke ist die Bezeichnung eines Viaduktes der Höllentalbahn im Schwarzwald. Sie führt über die Ravennaschlucht, die in das obere Höllental mündet.

## Ehemaliges Bauwerk
Ab 1885 wurde die Ravennabrücke als Brücke mit drei gemauerten Sandsteinpfeilern und Stahlfachwerkoberbau nach Plänen des Eisenbahnpioniers Robert Gerwig errichtet. Die Brücke beschrieb einen leichten Bogen von 240 m Radius, die Geschwindigkeit der Züge war auf 15 km/h und die Achslast auf 16 t begrenzt. Sie lag mehr als 37 m über der Sohle des Baches, in einer Steigung von 1 : 20. Die vier Öffnungen hatten eine Stützweite von je 35 m. Das Gewicht der Eisenbauteile betrug 255.500 kg und die Gesamtkosten beliefen sich auf 338.870 Mark.
Die alte Ravennabrücke wurde nach dem Bau der neuen abgerissen. Es sind aber noch die alten Widerlager vorhanden.

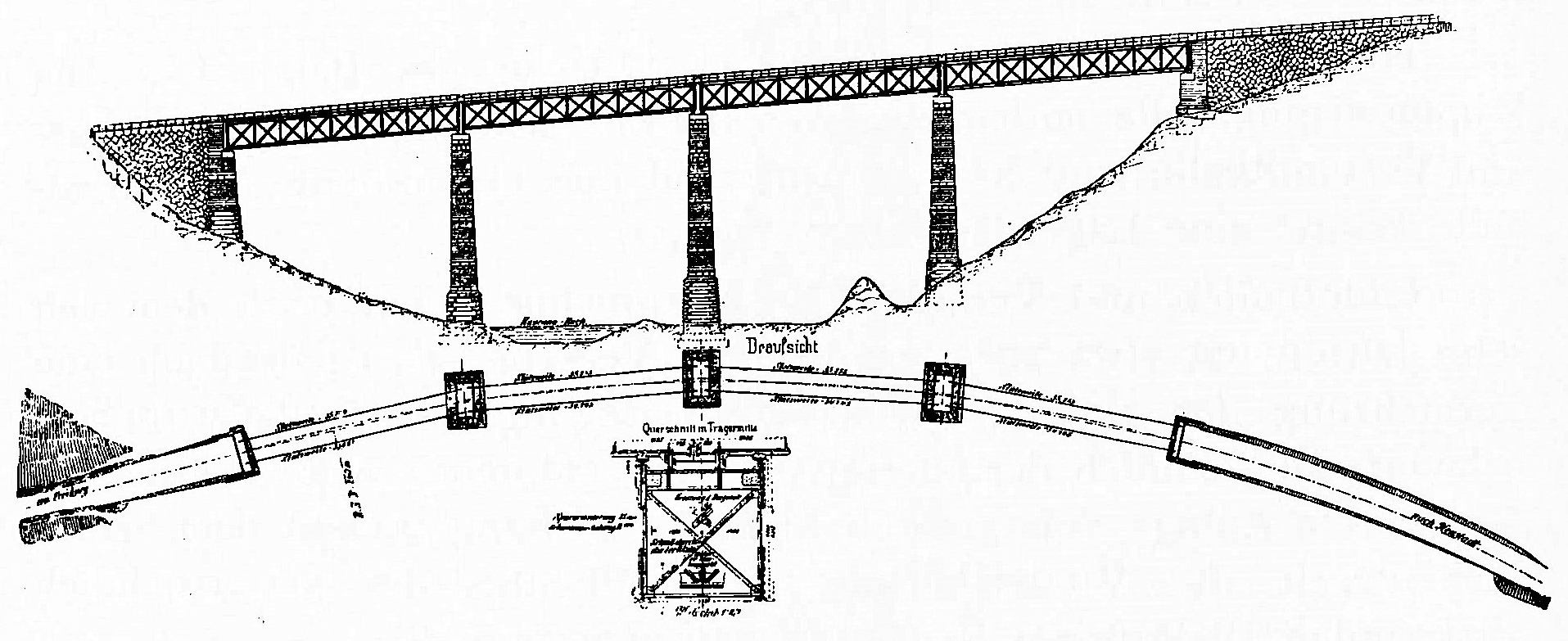
Verlauf der alten Brücke
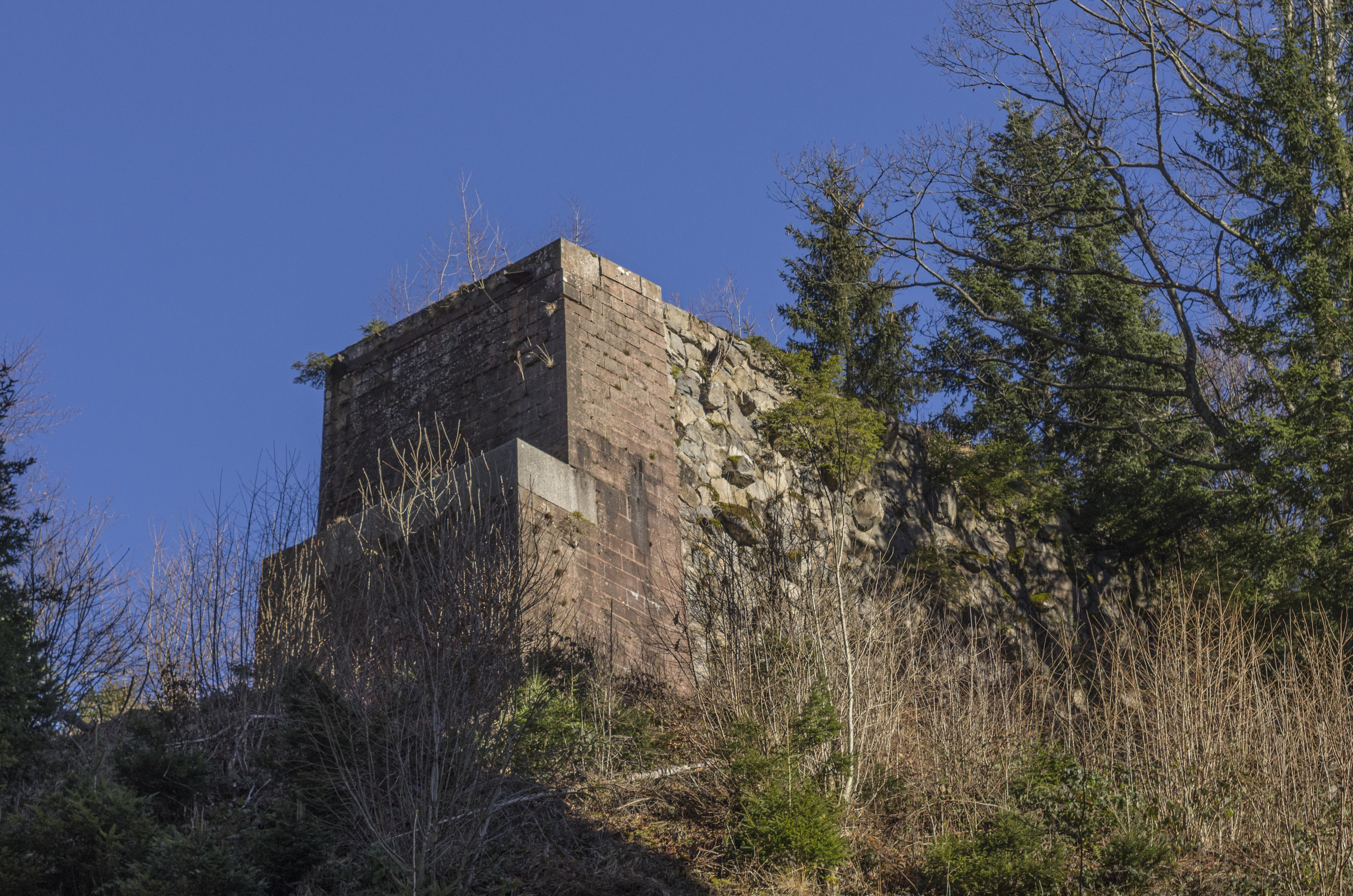
Widerlager der alten Ravennabrücke

## Derzeitiges Bauwerk
Wegen gestiegener Anforderungen im Zugverkehr – schwerere Lokomotiven und höhere Geschwindigkeiten – wurde ab 26. August 1926 die heutige Ravennabrücke, ein gemauerter Steinviadukt mit neun Bögen und einer Bogenweite von 20 m, realisiert und damit auch die Strecke begradigt und um 38 Meter verkürzt. Die neue Brücke ist 36 Meter hoch, 224 Meter lang und überwindet eine Steigung von 12 Metern.
Die Pfeiler mussten teilweise bis zu 30 Meter tief im Boden verankert werden; die Fundamente dafür stehen auf Gneis und wurden aus Stampfbeton gefertigt. Dies war nötig, da die Bodenoberfläche nur aus Schutt, Lehm und Findlingen bestand. Die Gewölbe bestehen aus Forbachgranit die Pfeilerschäfte aus Granitschichtenmauerwerk mit einem Kern aus Beton. Gegen Verwitterung wurden die Böden und Pfeiler durch Ummauern mit Naturstein geschützt. Eventuelle Fäulnis auf der Oberseite der Brücke sollte durch eine Kombination aus getränktem Jutegewebe, Bitumen und einer weiteren, mit Drahnetzen verstärkten, Schutzdecke verhindert werden.
Das Material wurde in Sonderzügen nachts an die Baustelle gefahren, um den Verkehr auf der Strecke nicht zu stören. Die Einweihung der Brücke fand am 14. Dezember 1927 statt, nachdem die Brücke bereits am 10. Dezember fertiggestellt und mit zwei Lokomotiven probeweise belastet wurde.
Der Ravennatunnel, der unmittelbar auf die Brücke folgt, war ursprünglich 85 Meter lang. Er wurde teilweise aufgeschlitzt und hat daher heute nur noch eine Länge von 47 Metern. Zuvor wurde die Straße um 20 Meter verlegt, die sich auf dem Tunnel befand (die heutige Bundesstraße 31). Die Abbrucharbeiten am Tunnel wurden ebenfalls im laufenden Betrieb vorgenommen.
Der Freiburger Kameramann von Luis Trenker, Sepp Allgeier, dokumentierte die gesamte Bauausführung von den Vorbereitungen, dem Aushub der Fundamente, der Fertigung der Steine, Betonarbeiten, Konstruktion der Rundbögen bis hin zur Lastprobe, dem ersten Zug und der Sprengung des alten Viadukts. Der erhaltene Dokumentarfilm wurde am 11. Mai 1995 im Südwestfernsehen in der Reihe Eisenbahn-Romantik gezeigt. Der Film aus dem Jahr 1926 wurde von Wilhelm Tröndle zur Verfügung gestellt. Sein Vater war Bauleiter und für den gesamten Bau verantwortlich.
Während des Zweiten Weltkriegs war die Brücke Ziel alliierter Luftangriffe, wurde jedoch wegen des Einsatzes von Sperrballons nicht getroffen. Am 21. bzw. 22. April 1945, kurz vor dem Ende des Krieges, wurde sie von deutschen Pionieren gesprengt. Kurz nach der Sprengung soll ein Kradmelder aus Freiburg gekommen sein mit dem Befehl nicht zu sprengen. Die Sprengladungen dafür waren bereits im Jahr 1941 eingebracht worden. Durch die Sprengung  wurden die Pfeiler drei bis fünf und die Gewölbe 3 bis 6 zerstört, was einer Länge von über 100 Metern entspricht. Auch die Löffeltal-Straßenbrücke und der Hirschsprungtunnel wurden gesprengt. Dadurch war ein beladener Verpflegungszug zwischen den Sprengstellen eingeschlossen. Als die Bevölkerung den Zug erreichte, wurde sie von Tieffliegern beschossen.
Bis zum Wiederaufbau 1947/48 mussten Reisende zwischen den Stationen Höllsteig und Hinterzarten zu Fuß durch das Löffeltal gehen, ehe ein primitiver Pendelverkehr mit holzgasbetriebenen Lastwagen eingerichtet werden konnte.
Ab 16. Oktober 1946 wurde sie unter der Aufsicht der französischen Besatzungsmacht, auch unter Einsatz von ungefähr 80 zur Zwangsarbeit verpflichteten deutschen Kriegsgefangenen aus Offenburg, für eine Million Reichsmark wieder aufgebaut, damit große Mengen Stammholz, die aus dem Schwarzwald als Reparationsleistung zu liefern waren, abtransportiert werden konnten. Die festliche Wiedereröffnung fand am 22. Dezember 1947 statt, bevor einen Tag später wieder der durchgehende Verkehr auf der Höllentalbahn begann. Zuvor war allerdings die Belastbarkeit der Brücke mit vier Dampflokomotiven getestet worden.
Die Ravennabrücke ist die einzige beheizbare Brücke der Deutschen Bahn.
Seit 2010 findet an den Adventswochenenden ein Weihnachtsmarkt unter dem beleuchteten Viadukt statt.
Im Januar 2017 sprang ein Base-Jumper von der Brücke und verletzte sich schwer.
Seit Ende Oktober 2023 ist an einem Pfeiler der Brücke eine 1926 von Robert Scharbach geschaffene Sandsteinskulptur des Brückenheiligen Nepomuk angebracht.

## Fauna
Seit 2014 brütet die Felsenschwalbe an der Ravennabrücke.